# جاده ای۱۷۴
جاده ای۱۷۴ (انگلیسی: A174 road) یکی از جاده‌های کشور انگلستان است.
این جاده از شهرک تورنابی-آن-تین شروع و در شهرک ویتبای به پایان می‌رسد، طول این جاده ۵۲.۹ کیلومتر است.